# Vitamina K
Descoperire

Vitamina K a fost descoperită de către biochimistul danez Henrik Dam. 
Vitaminele K reprezintă un grup de vitamine liposolubile care se regăsesc în alimente, dar pot fi utilizate și ca medicamente sau suplimente alimentare. În organismul uman, vitamina K este necesară pentru procesele de modificare post-translaționale ale unor proteine implicate în coagularea sângelui (de aceea, vitamina K mai poartă denumirea de vitamina coagulantă sau vitamina antihemoragică) și în controlul depunerii de calciu la nivelul oaselor și în alte țesuturi (activează osteocalcina). La plante vitamina K are un rol important în procesul de fotosinteză.

## Roluri
Vitamina K1 este sintetizată de către plante, fiind întâlnită în cele mai mari cantități în legumele verzi (este implicată în mod direct în fotosinteză). Ea este activă și la animale, unde prezintă funcțiile clasice ale unei vitamine K, inclusiv producerea de proteine de coagulare. La animale, aceasta este transformată și la vitamina K2, în forma MK-4. Bacteriile din flora intestinală pot converti K1 la MK-4. Toate celelalte forme ale vitaminei K2, în afara MK-4, pot fi produse doar de către specii bacteriene, întrucât ele sunt utilizate pentru procesul de respirație anaerobă. Vitamina K3 (menadionă), o formă sintetică de vitamina K, era indicată în deficiențe ale vitaminei K, însă a fost retrasă deoarece interfera cu funcțiile glutationului.

## Clasificare

Structura vitaminei K_{3}, menadiona

Din punct de vedere chimic, clasa vitaminelor K este alcătuită din (3-)derivați de 2-metil-1,4-naftochinonă. Vitamina K prezintă două vitamere răspândite în natură: vitamina K1 (fitomenadionă) și vitamina K2 (menachinonă). Vitamina K2, la rândul ei, prezintă mai multe subtipuri, care diferă prin lungimea catenei hidrocarbonate formate din unități izoprenice. Cele mai comune subtipuri sunt menachinona-4 (MK-4) și menachinona-7 (MK-7). MK-4 se obține în corpul uman în urma conversiei vitaminei K1 la nivelul testiculelor, pancreasului și peretelui arterial.
Există și câteva forme sintetice de vitamina K, mai exact: K3 (menadionă), K4 și K5, acestea fiind utilizate în mai multe domenii de activitate, inclusiv în industria alimentară veterinară (vitamina K3), și pentru inhibarea creșterii fungilor din alimente (vitamina K5).

Structurile chimice ale vitaminelor K_{1} și K_{2} (subtipurile MK-4 și MK-7)